# Sicherheitsforschung
Sicherheitsforschung („security research“ bzw. „safety research“) ist eine eigenständige Disziplin in der Forschung, welche sich mit der systematischen Analyse und Kontrolle von Risiken zum Zwecke der Verringerung der Häufigkeit und Schwere von Schäden und Verlusten beschäftigt. Ein praxisorientiertes Teilgebiet der Sicherheitswissenschaft ist die Sicherheitstechnik.
In der Sicherheitsforschung werden sowohl stochastisch auftretende Ereignisse („Safety Research“) als auch bewusst herbeigeführte Ereignisse („Security Research“) betrachtet. In der deutschen Sprache werden diese Teilforschungsbereiche sprachlich nicht differenziert.

## Security research
Security research hat zum Ziel, unrechtmäßige und vorsätzliche Verletzungen der Sicherheit von Gesellschaften, Menschen, Institutionen, Gütern und Infrastruktur zu erkennen, sie zu verhindern, sich auf sie vorzubereiten und vor entsprechenden Schäden zu schützen. Zu diesen Zwecken sollen sowohl die Sicherheit der Bürger gesteigert als auch die Wettbewerbsfähigkeit der Industrie erhöht werden. Sicherheit ist jedoch kein primär technisches Problem, sondern ein gesellschaftlich vermittelter Prozess. Die Gewährleistung von Sicherheit gilt als eine Kernaufgabe demokratisch verfasster Staaten, erfordert jedoch die Mitwirkung der Bürger, da die staatliche Gewalt allein nicht mehr als der Garant von Sicherheit dient.
Sicherheitsforschung zielt auf die Optimierung des politisch Notwendigen, technisch Machbaren, ethisch Vertretbaren und gesellschaftlich Akzeptablen. Zu Sicherheitsforschung gehört daher auch Technikfolgenabschätzung mit dem Ziel, negative gesellschaftliche Auswirkungen oder Risiken neuartiger Sicherheitstechnologien zu minimieren. Anders als Risikoforschung betrachtet Sicherheitsforschung jedoch z. B. den Schutz kritischer Infrastrukturen auch aus Sicht der Politik, der Verwaltung, der Soziologie und der Rechtswissenschaft. Sie stellt Gefahrenlagen und verfolgte private sowie öffentlich-rechtliche Schutzstrategien und deren Verknüpfungsmöglichkeiten im internationalen Vergleich einander gegenüber.

## Entwicklung
Während sich die Analyse internationaler Konflikte und ihrer Bewältigung bereits nach dem Ersten Weltkrieg als Disziplin etablieren konnte, ist die heute im Vordergrund stehende wissenschaftliche Analyse des Schutzes innerer, ziviler Sicherheit ein junges Feld. Angestoßen durch die Herausforderungen vernetzter Informations- und Kommunikationstechnologien und die Betonung von „Homeland Security“ seit "9/11" ist das früher amtsintern abgedeckte, aber hierfür zu komplex gewordene Gebiet der Forschung und Entwicklung von Sicherheitstechnik zum Gegenstand interdisziplinärer wissenschaftlicher Forschung geworden. Die operative Ausformung des Begriffs Sicherheitsforschung ist aufgrund ihres starken Praxis- und Anwendungsbezugs jeweils von der aktuellen Bedarfslage geprägt.

## Safety research
Safety research hat zum Ziel, stochastisch auftretende sicherheitsrelevante Systemabweichungen in Bezug auf Häufigkeit und Auswirkungen zu quantifizieren (Risikoforschung) und geeignete Systeme zur Reduktion bzw. der Verhinderung von negativen Auswirkungen auf Mensch und Umwelt bereitzustellen. Gegenstand der Forschung sind sowohl technische Systeme als auch der Faktor Mensch. Unter anderem beschäftigt sich die Sicherheitsforschung im Teilgebiet „safety research“ mit der Betriebssicherheit technischer Systeme, der Unfallforschung, der Prozess- und Anlagensicherheit, der Arbeitssicherheit und der Sicherheitskultur. In Bezug auf das menschliche Verhalten in sicherheitsrelevanten Situationen kommt der Sicherheitserziehung eine fundamentale Rolle zu.
Neben der Erforschung von Sicherheitssystemen ist es ein Ziel der Sicherheitsforschung, geeignete Methoden zur Risiko- und Gefahrenanalyse sowie zur Systemanalyse bereitzustellen.

## Sicherheit als öffentliches Gut
Bei der Wahrnehmung ihrer Aufgabe, Sicherheit als öffentliches Gut zur Verfügung zu stellen, steht die öffentliche Hand insbesondere vor den folgenden Fragen:
- Wie nehmen Bürger Risiken in ihrem Alltag wahr?
- Welches sind die vorherrschenden Bedrohungsszenarien? Und stimmt all das mit "objektiven", statistisch erhobenen und belegbaren Risikowahrscheinlichkeiten überein?
- Was bedeutet das für künftige Beschaffungs- und Umsetzungsmaßnahmen von Sicherheitslösungen, und wie hat die öffentliche Hand darauf zu reagieren?
- Welche Sicherheitslösungen werden in der Bevölkerung als tatsächlich notwendig oder wünschenswert bewertet?
- Wo entsteht der Eindruck, es handle sich um einen massiven oder nicht hinnehmbaren Eingriff in die Privatsphäre bzw. eine Beschneidung verfassungsgesetzlich garantierter Grundfreiheiten?

## Themen in der Sicherheitsforschung
Sicherheitsforschung untersucht derzeit, wie potenzielle Bedrohungsszenarien quantitativ und qualitativ mit Daten erfasst werden können, sowie welche wissenschaftlichen, wirtschaftlichen, sozialen und politischen Konsequenzen daraus resultieren. Im Einzelnen geht es um:
- Risiko- und Gefahrenanalysen
- Sicherheits- und Bedrohungsanalysen
- Auswirkungsbetrachtungen (z. B. Störfallauswirkungen)
- Technische Sicherheit
- Analyse betrieblicher und gesellschaftlicher Sicherheitskultur
- Sicherheit im urbanen Raum
- Untersuchung des Sicherheitsempfindens im Verhältnis zur objektivierbaren Risikoentwicklung
- Abschätzung der gesellschaftlichen Verwundbarkeit (Vulnerabilität) durch Sicherheitsgefahren
- Analyse der Effekte von Sicherheitsinterventionen
- Krisen- und Katastrophenmanagement
- Menschliches Verhalten in Notsituationen
- Schutz bedrohter technischer und sozialer Infrastruktur
- Entwicklung von Technologien und Verfahren sowie deren Überprüfung bezüglich Praxistauglichkeit und "Bürgerverträglichkeit" (gesellschaftliche Akzeptanz)
- Information und Ausbildung

## Methoden
1. Ein Teilstück von Gesellschaft, deren materielle und immateriellen Grundlagen wird betrachtet
2. Risiken bzw. Bedrohungen, denen der Betrachtungsgegenstand ausgesetzt ist, werden identifiziert (z. B. Naturkatastrophen, terroristische Anschläge, Verfahrens- oder Wissensmängel von Betreibern).
3. Identifizierung der Sicherheitslücken
4. Aus den identifizierten Sicherheitslücken werden zu erforschende Aspekte abgeleitet; die jeweilige Dringlichkeit der Forschung ergibt sich aus der Schwere und Tragweite einer  Sicherheitslücke und den zu erwartenden  Folgen bei Eintritt eines sicherheitsrelevanten Ereignisses.
5. Diese Forschungsthemen dienen dazu,  Sicherheitslücken zu identifizieren und Lösungsmöglichkeiten zu ihrer Vermeidung  bzw. Neutralisierung anzubieten.